# Brasão de armas de Pitcairn
O brasão de armas de Pitcairn foi adoptado a 4 de Novembro de 1969.
É composto de um escudo com uma âncora e uma bíblia do HMS Bounty. As cores verde e azul representam a ilha elevando-se do oceano.
O brasão, faz parte da bandeira de Pitcairn e da bandeira do Governador. No topo do elmo, uma planta localmente chamada de "miro" e um carro-de-mão das Ilhas Pitcairn.